# Nedre Daletjärnen
Nedre Daletjärnen är en sjö i Munkedals kommun i Bohuslän och ingår i Enningdalsälvens huvudavrinningsområde.